# Хильдебрандт, Иоганн Лукас фон
Иоганн Лукас фон Хильдебрандт, также Гильдебрандт нем. Johann Lucas von Hildebrandt; 14 ноября 1668, Генуя, Италия — 16 ноября 1745, Вена, Австрия) — военный и гражданский инженер, выдающийся архитектор южно-немецкого барокко и его барочно-рокайльной разновидности, характерной для земель южной Германии, Чехии и Верхней Австрии. Автор многих знаменитых монастырских и светских построек, среди которых — дворец Шварценбергов, Петерскирхе и дворец Бельведер в Вене, а также аббатство Геттвейг недалеко от Кремса.

## Биография
Иоганн Лукас Хильдебрандт родился в немецкоязычной семье в Генуе на севере Италии. Изучал изобразительное искусство и архитектуру в Риме у известного архитектора римского барокко Карло Фонтана, творческий метод которого остался определяющим для всей его дальнейшей работы.
Потребность в военных инженерах в эпоху войн с Турцией заставила Хильдебрандта работать фортификатором в армии принца Евгения Савойского. В послевоенное время он вернулся к архитектуре. 1701 году занял должность императорского инженера в Вене. В этой должности он был вынужден конкурировать с первым придворным архитектором Иоганном Бернхардом Фишером фон Эрлахом. В 1720 году Иоганн Лукас был возведён в дворянство, а в 1723 году, после смерти Фишера фон Эрлаха стал его преемником в звании первого придворного архитектора. Он много строил в Вене, Зальцбурге, Линце. Свои последние годы Хильдебрандт провёл в Вене-Йозефштадте, в доме на Шлёссельгассе, 12.

## Архитектурный стиль
Слава Хильдебрандта как архитектора основана прежде всего на его светских постройках. Создав Верхний Бельведер в Вене, он, начиная с 1730 года, привносил свои идеи в проекты и строительство Бальтазаром Нейманом Вюрцбургской резиденции, самого важного жилого здания своего времени. Его вмешательство в планы Неймана особенно заметно в архитектуре колоннад Хофкирхе (Придворной церкви) в Вюрцбурге или в архитектуре лестницы дворца Мирабель Георга Рафаэля Доннера в Зальцбурге.
Архитектура Хильдебрандта характеризуется тонким чувством пропорций, лёгкостью, богатым и разнообразным скульптурным декором. В этом он антипод Фишера фон Эрлаха, чья архитектура производит мощное впечатление. Индивидуальный стиль Хильдебрандта мягче и легче, он ближе французскому рококо или немецкому фридерицианскому рококо.
В 1894 году именем архитектора была названа Хильдебрандгассе в Вене-Веринге.

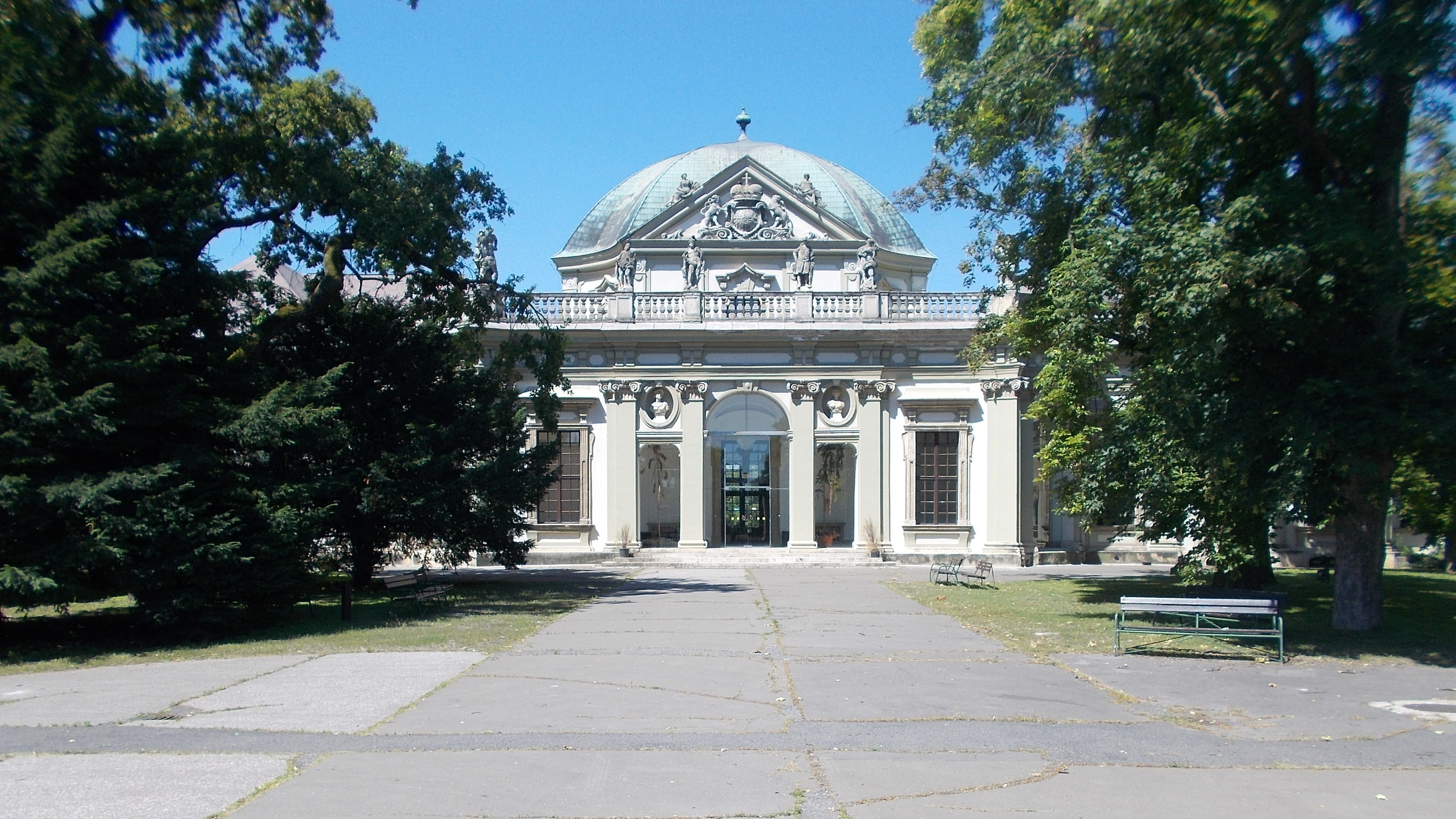
Дворец Евгения Савойского. 1722—1750. Рацкеве, Венгрия
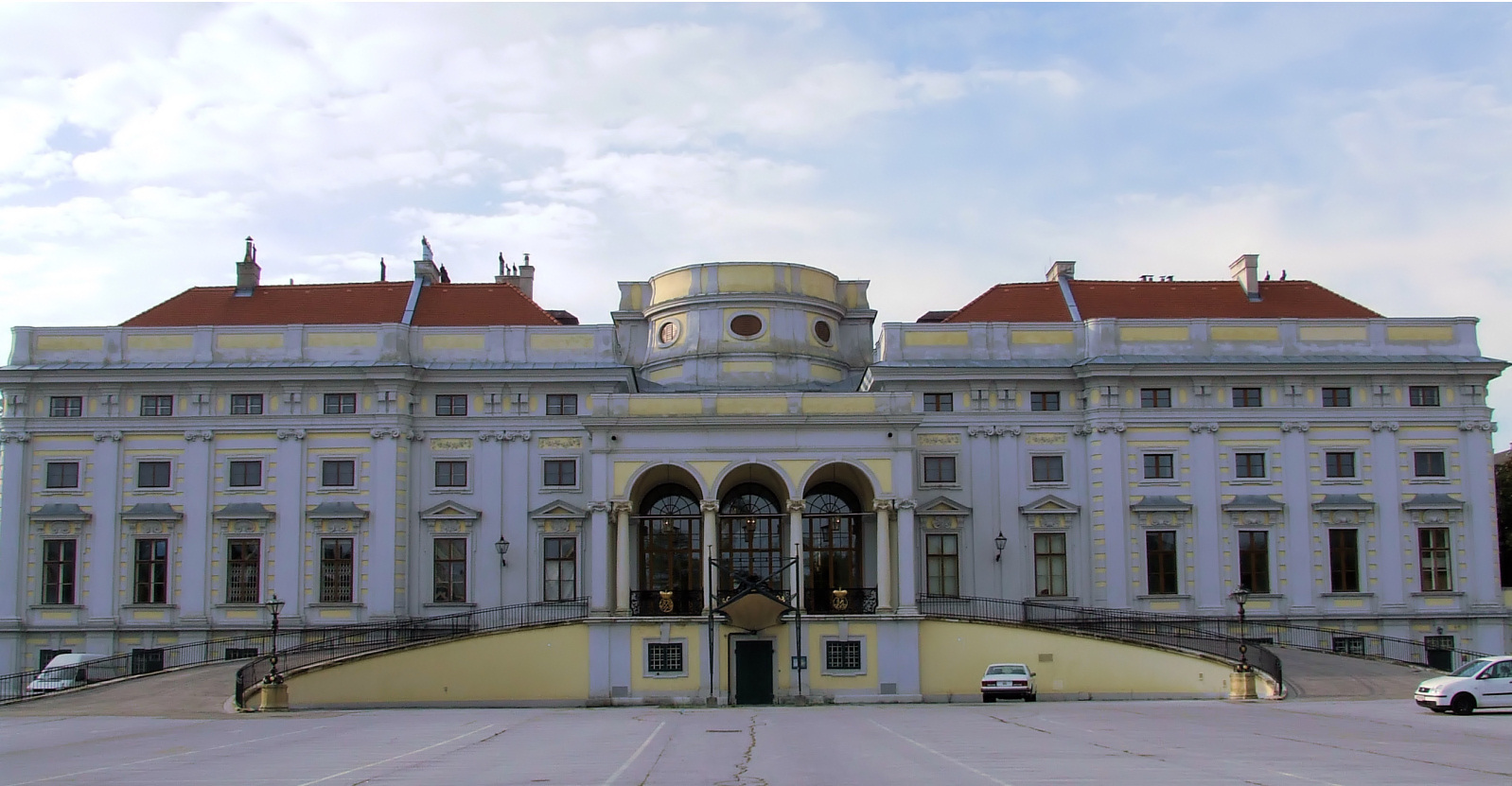
Дворец Шварценбергов. 1697—1723. Вена
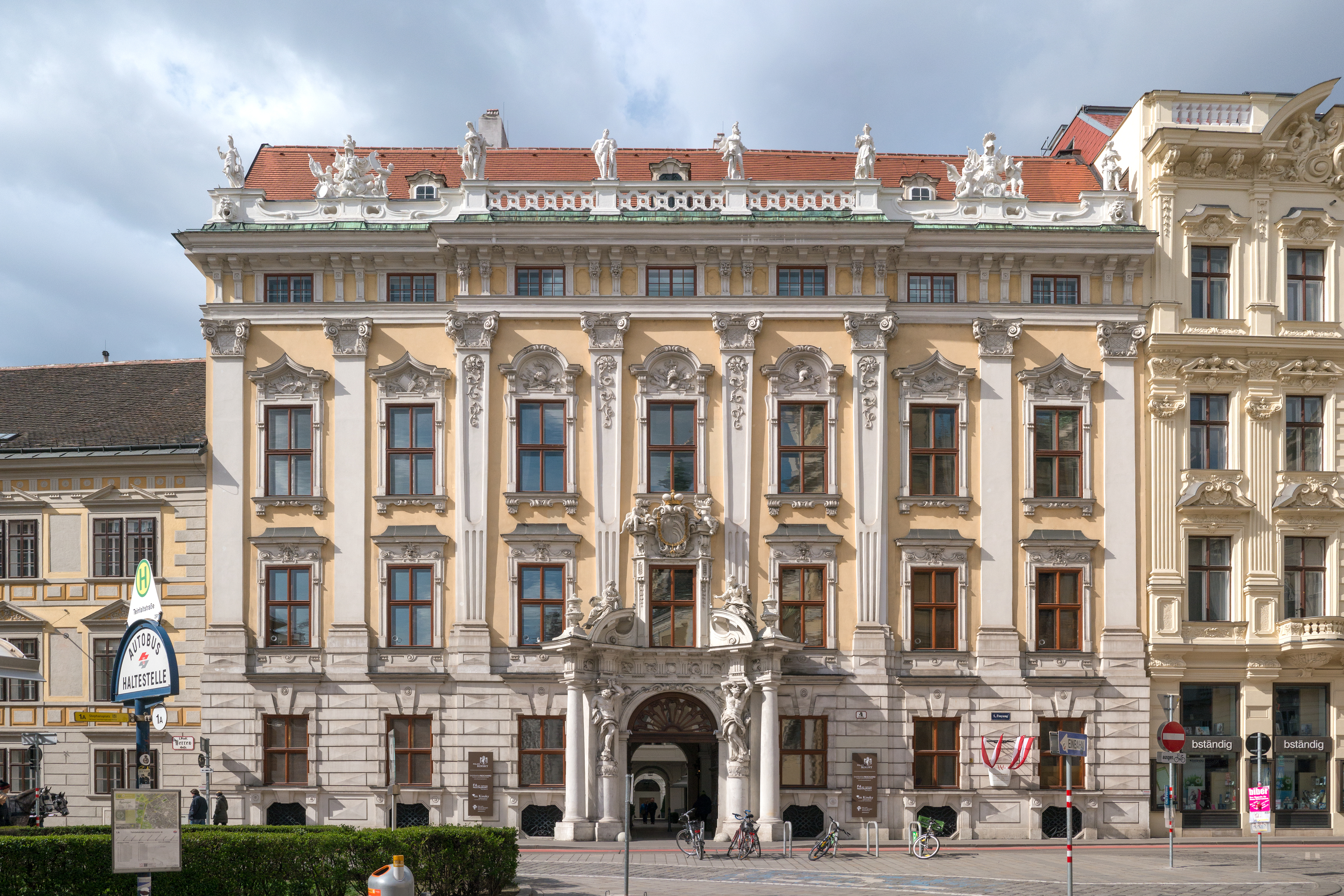
Дворец Кинских. 1713—1726. Вена
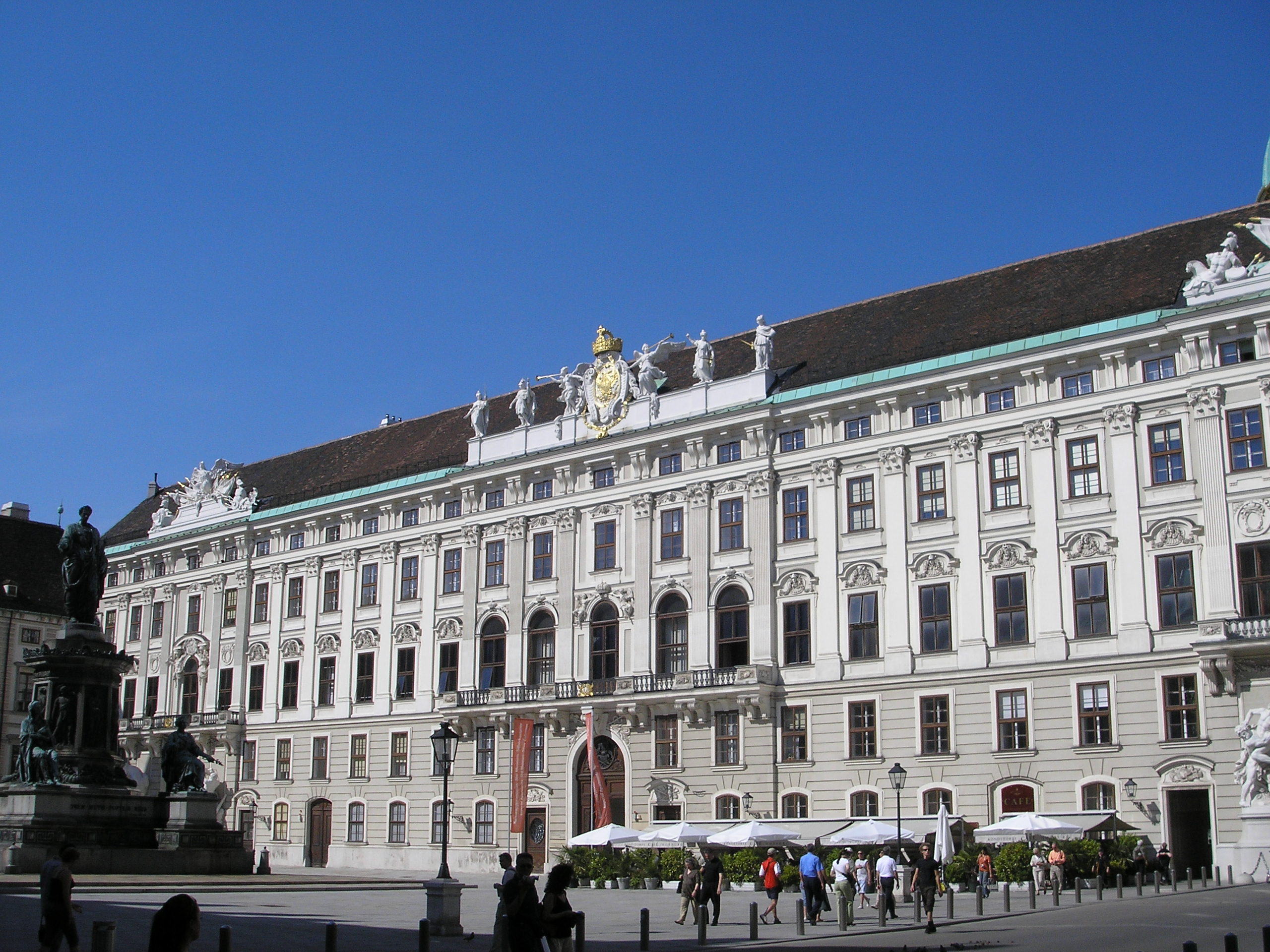
Дворец Хофбург. 1723—1730. Вена
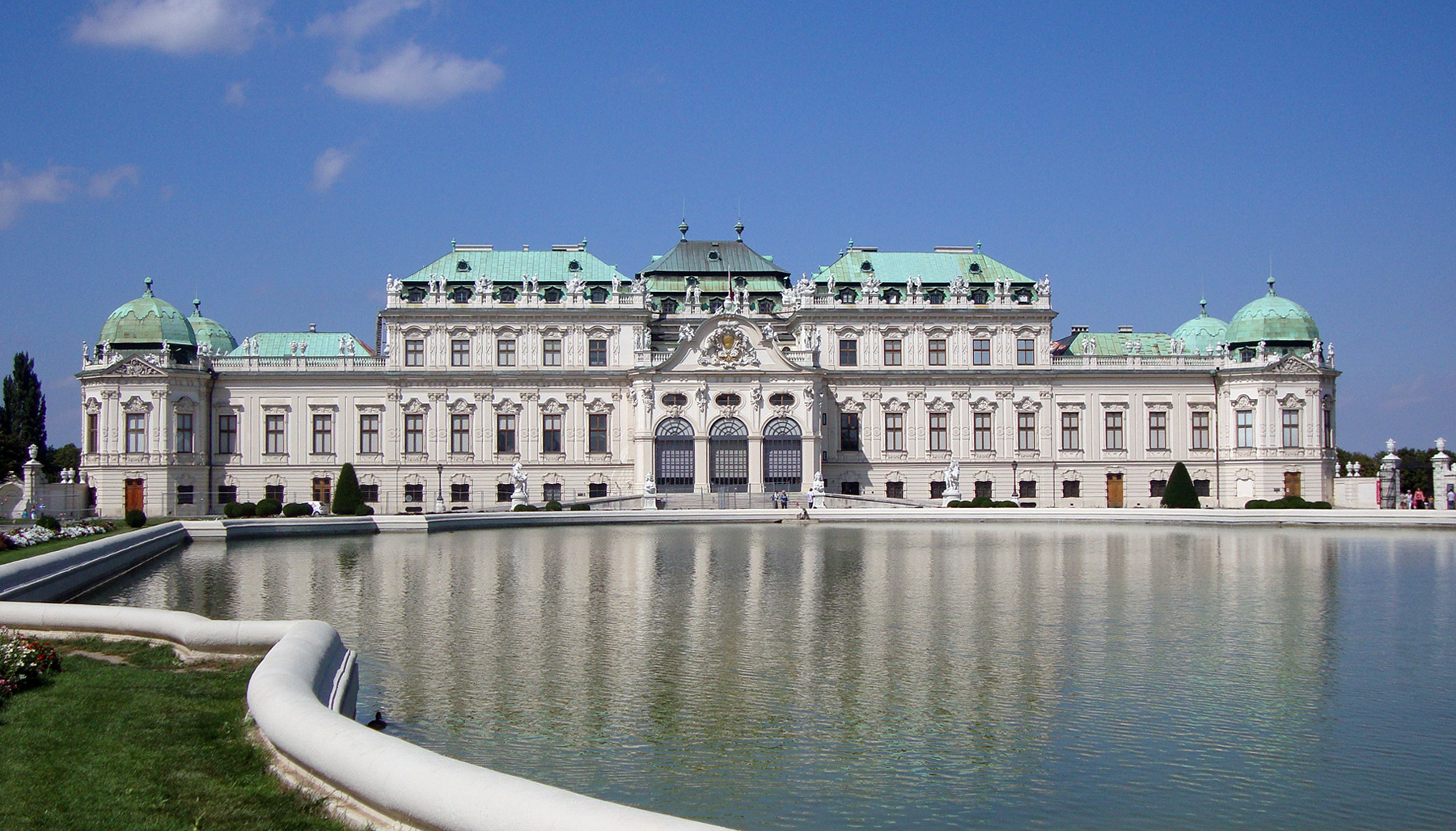
Верхний Бельведер. 1722—1723. Вена
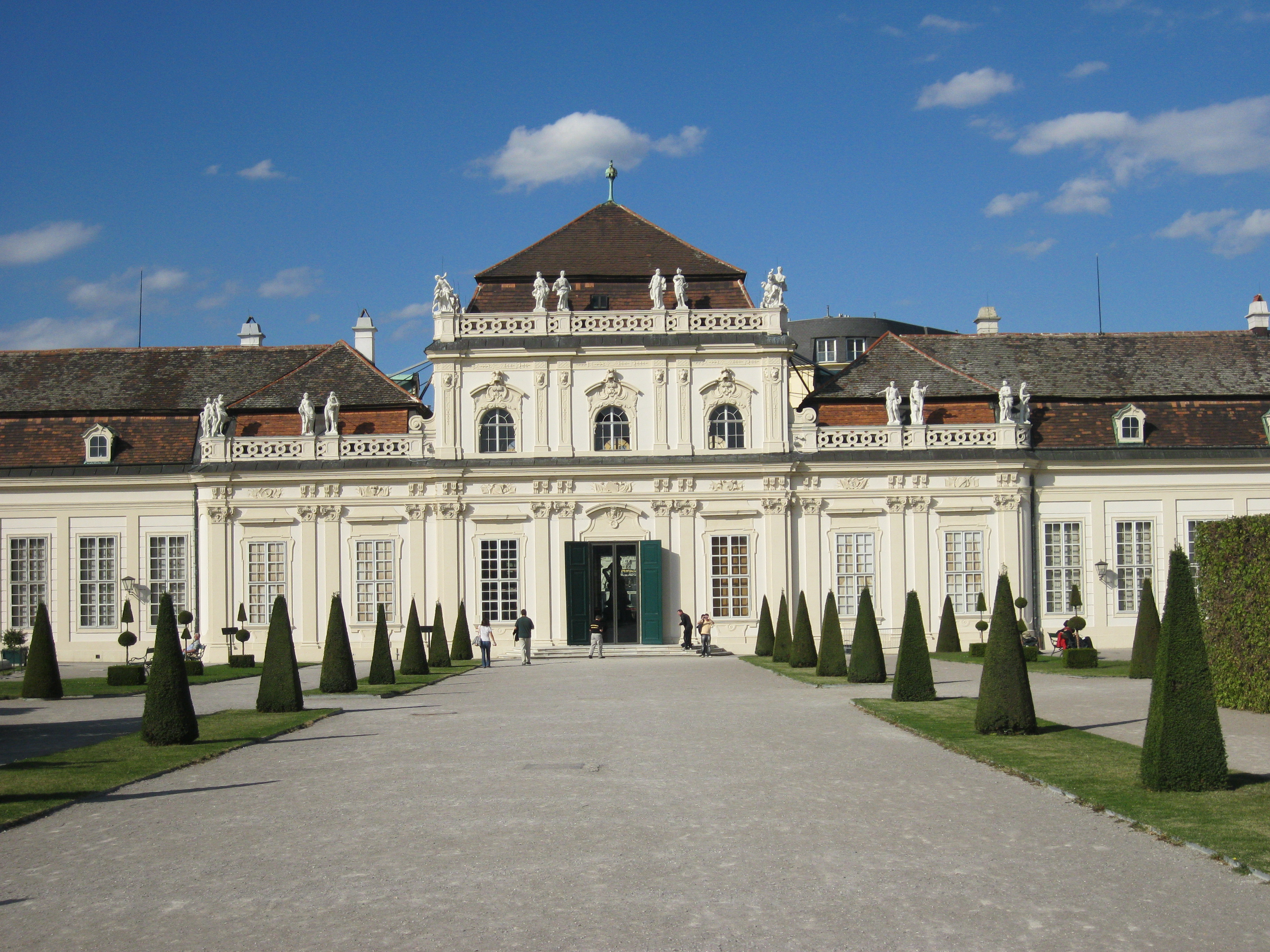
Дворец Нижний Бельведер. 1714—1716. Вена
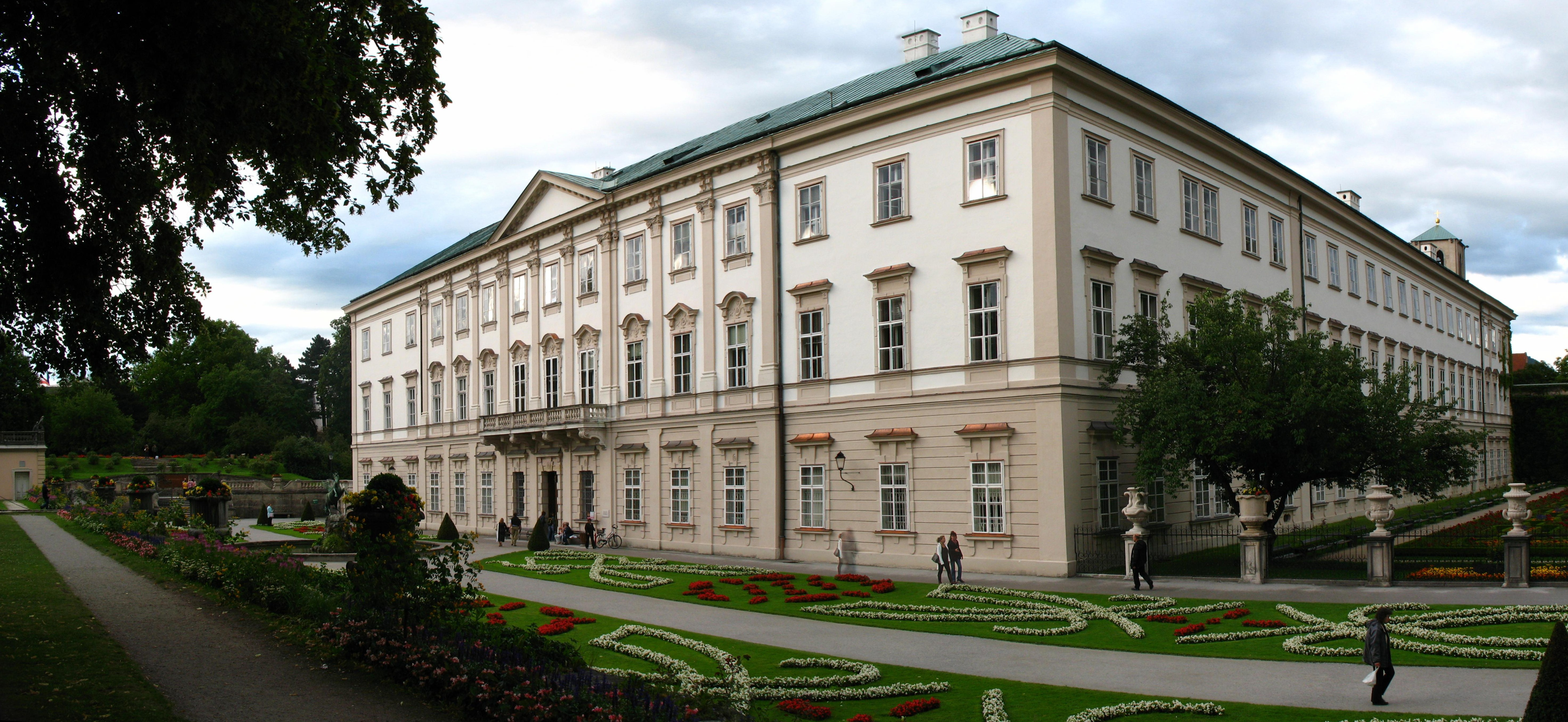
Дворец Мирабель. 1721—1727. Зальцбург
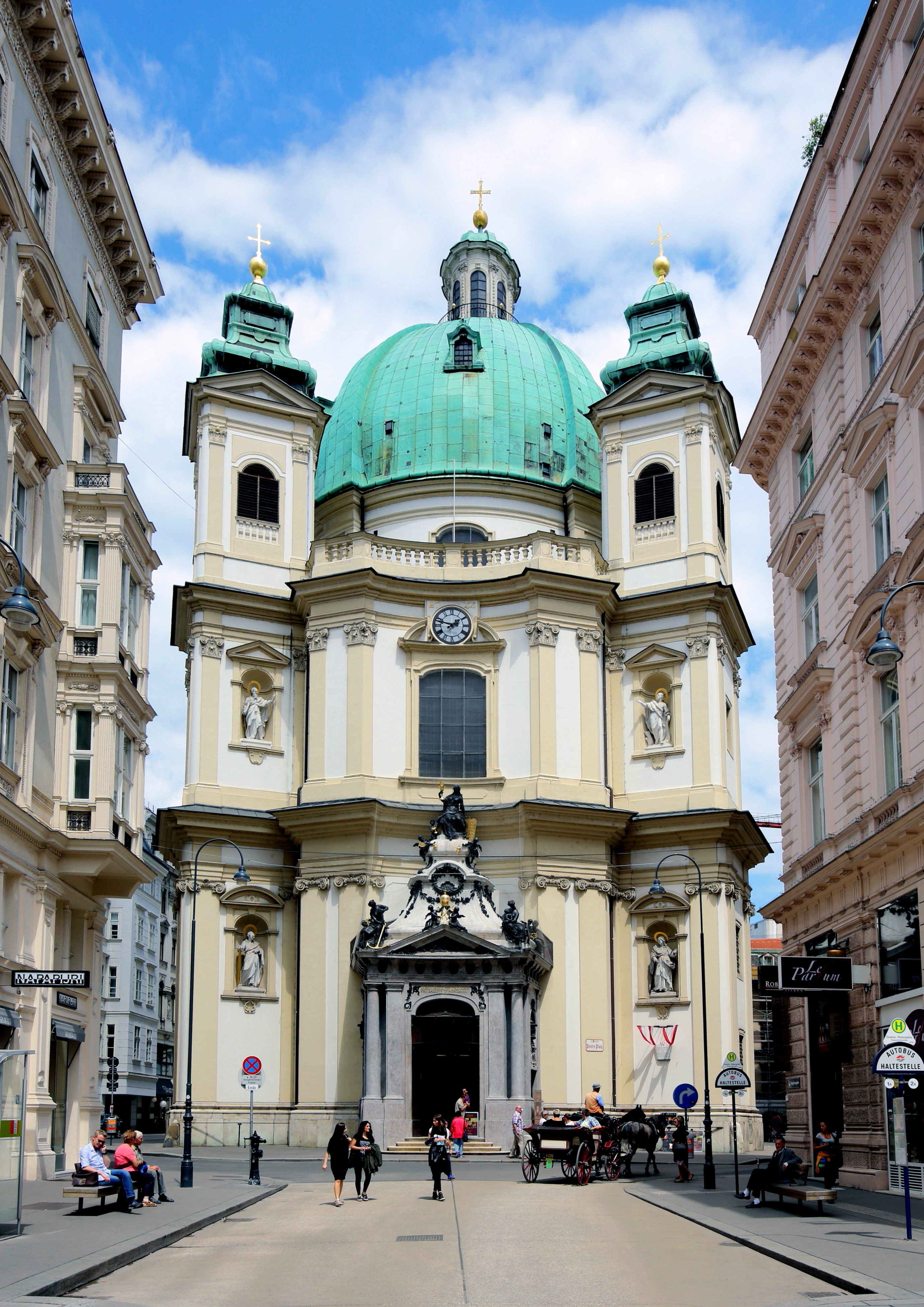
Церковь Св. Петра. 1702—1733. Вена
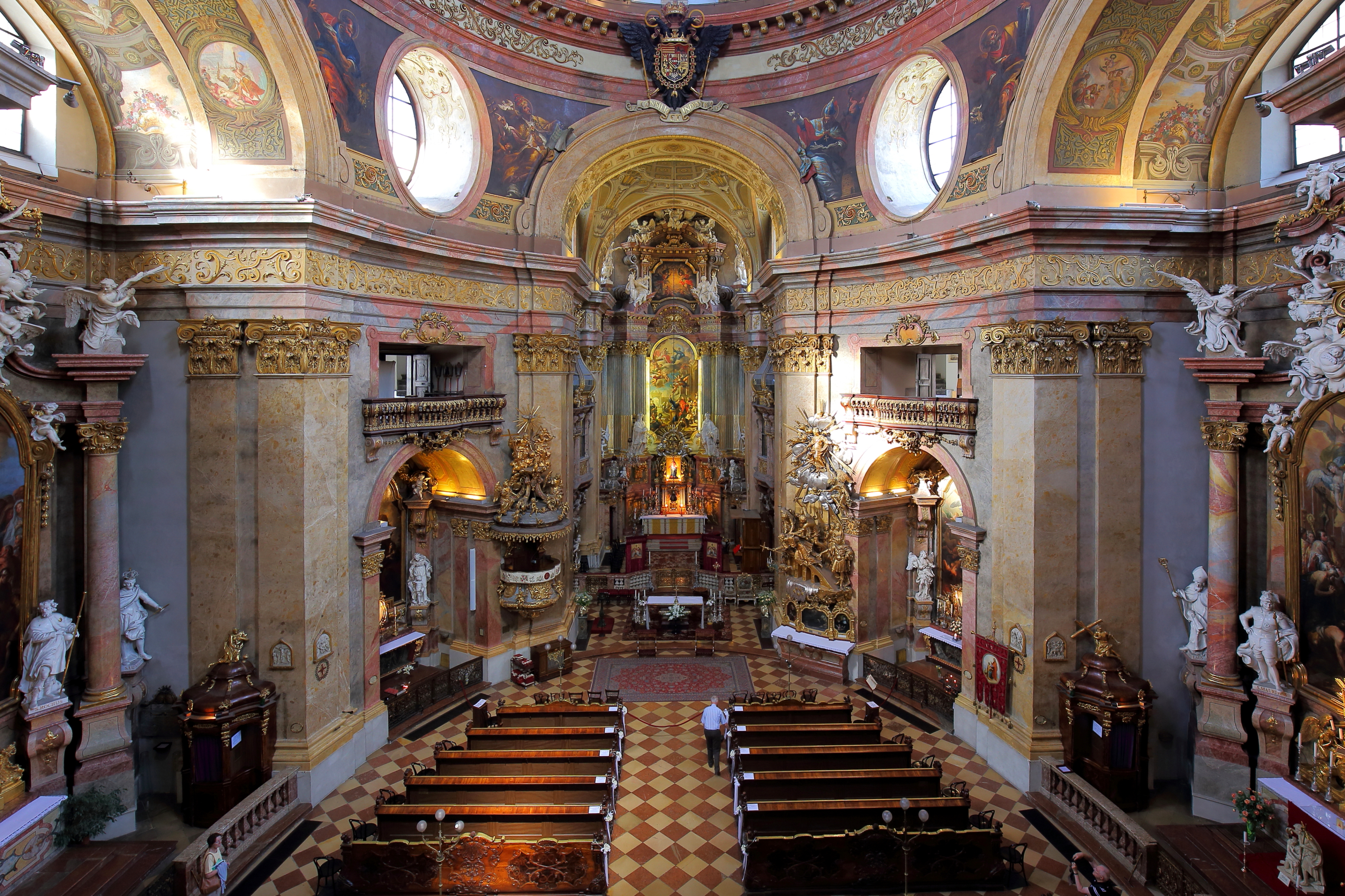
Интерьер церкви
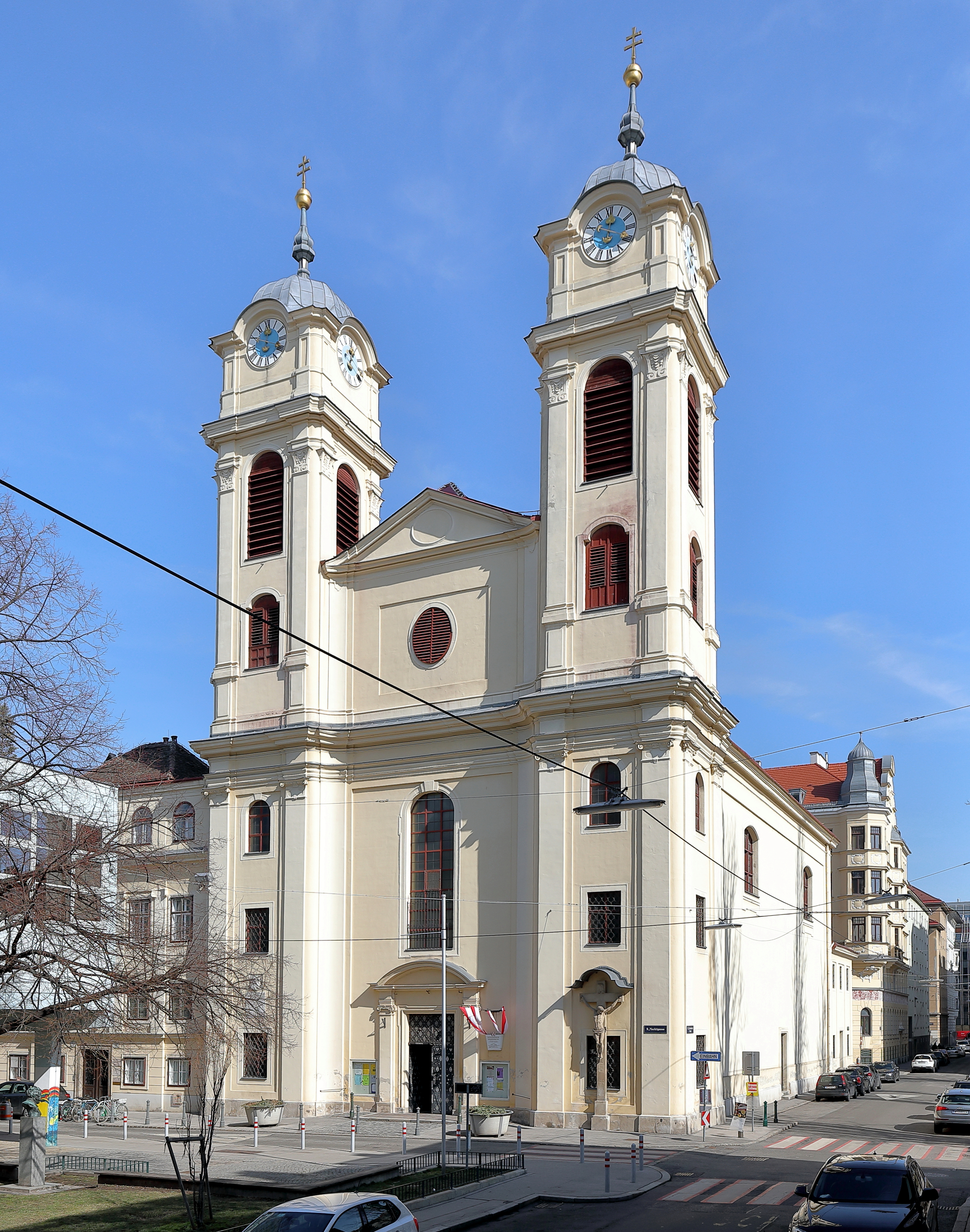
Церковь Лихтенталь. Вена
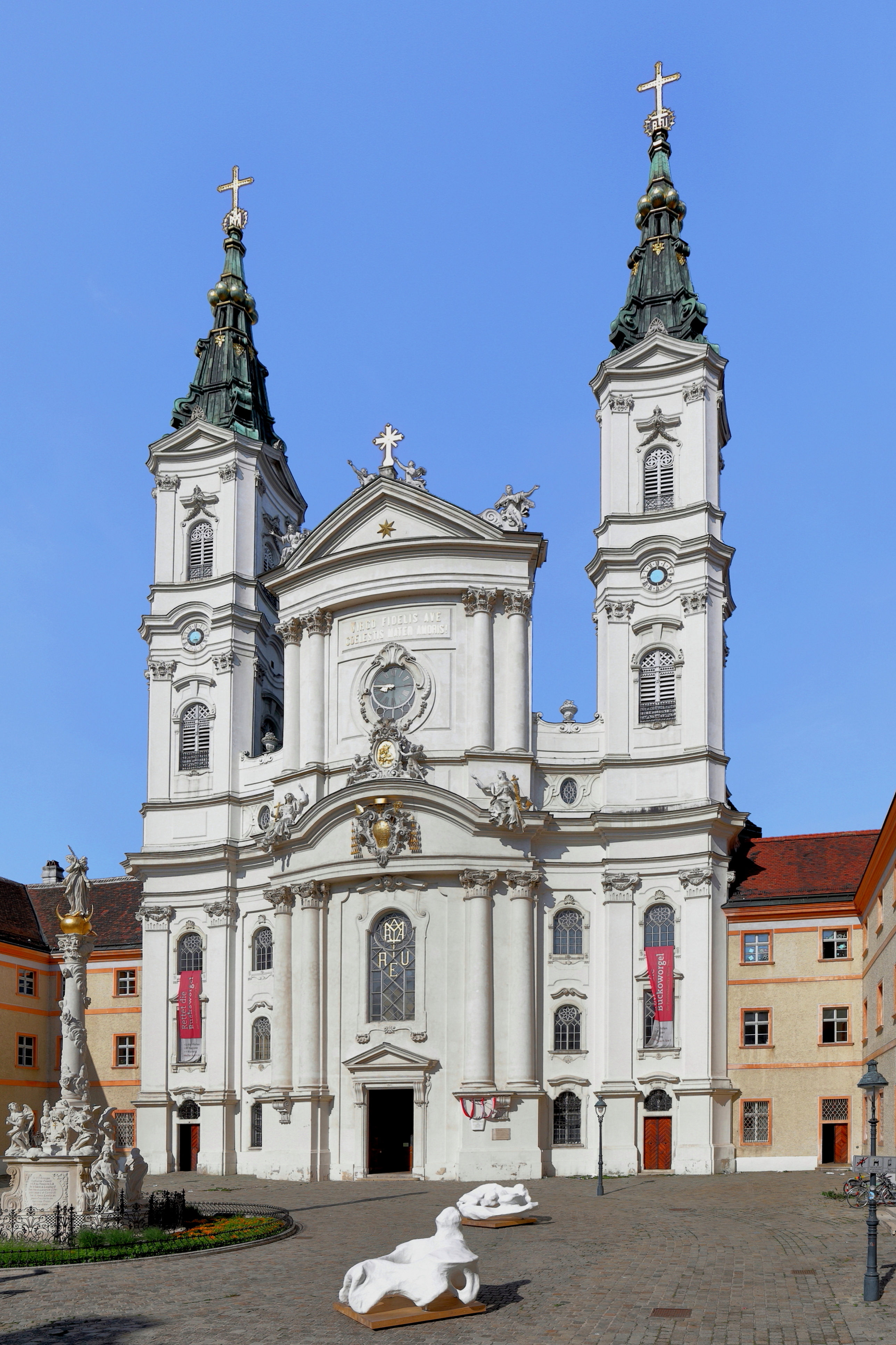
Церковь пиаристов. 1716. Вена
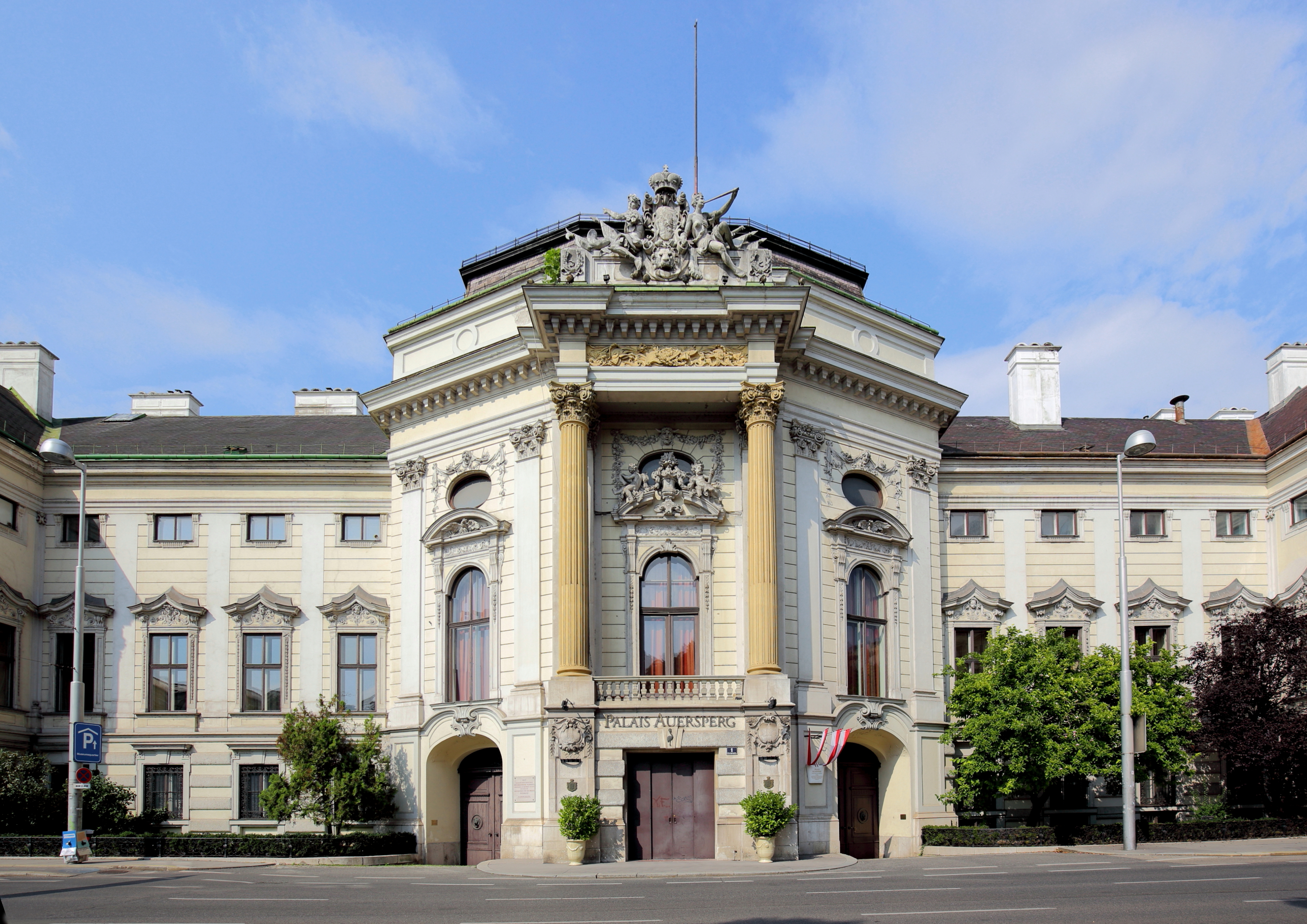
Дворец Ауерсперг. 1706—1710. Вена
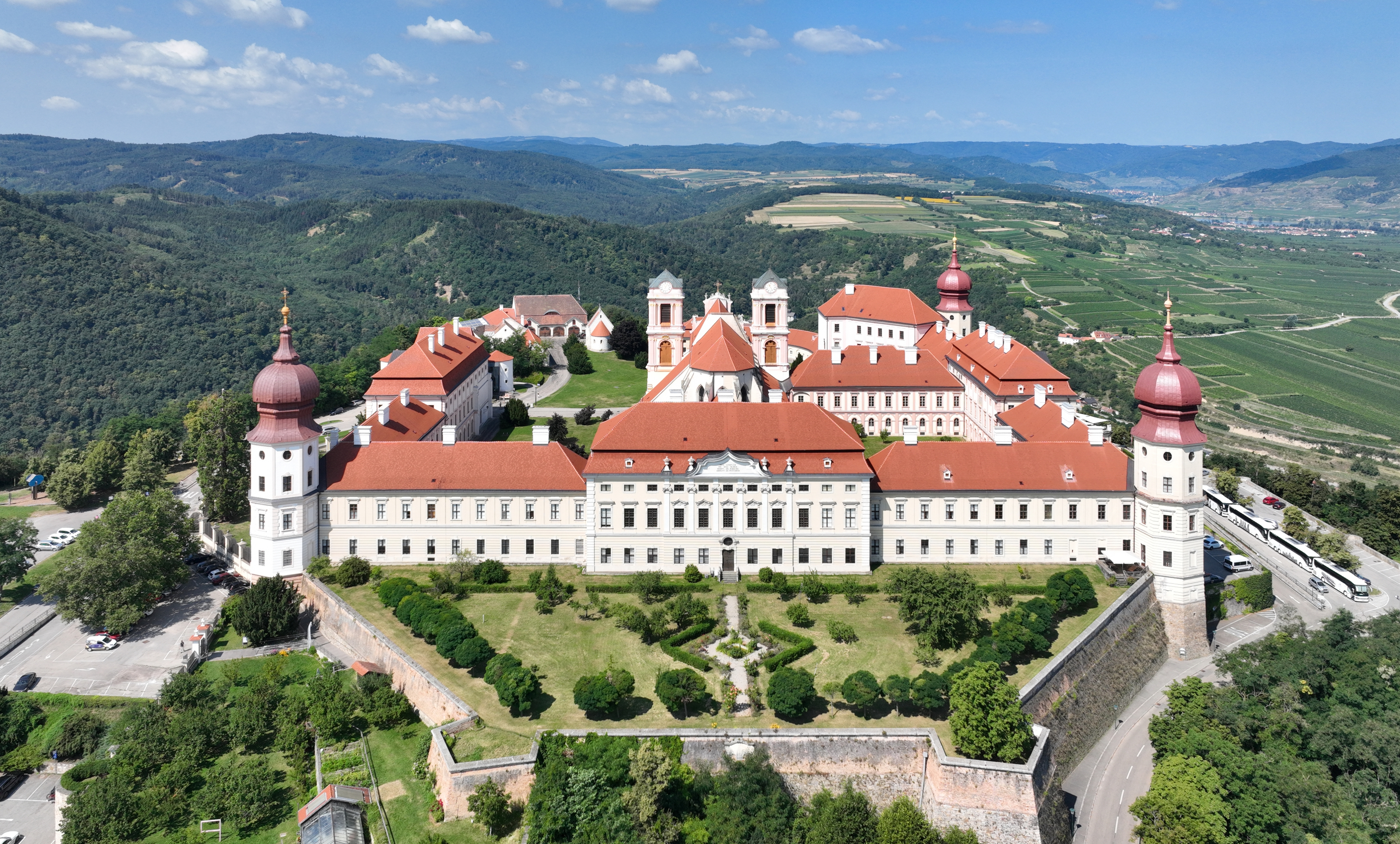
Монастырь Гёттвейг. 1718—1741. Вена